# Noordelijk kleidistrict
Het noordelijk kleidistrict is een floradistrict zoals door Nederlandse floristen gehanteerd.
Dit district omvat de zeekleigebieden van de provincies Groningen, Friesland, de Kop van Noord-Holland en West-Friesland. In deze gebieden is geen veenvorming opgetreden: Het zijn inpolderingen van met name de Waddenzee.
Het noordelijk kleidistrict is soortenarm. Wel zijn er veel landgoederen waar stinsenplanten groeien.